# Peck (Michigan)
Peck – wieś w Stanach Zjednoczonych, w stanie Michigan, w hrabstwie Sanilac.